# Jaouad Zairi
Jaouad Zairi (Taza, 14 april 1982) is een Marokkaans voormalig profvoetballer die bij voorkeur als aanvaller speelde. Zairi speelde vierendertig interlands voor het Marokkaans voetbalelftal, hierin scoorde hij zes keer.

## Biografie
Toen Zairi twee jaar oud was, verhuisde zijn familie naar Mâcon (Frankrijk). Zijn passie voor voetbal kwam toen hij op straat ging voetballen. In 1997 werd hij opgemerkt door een scout van FC Gueugnon, die hem uitnodigde voor deze club te gaan spelen.

## Clubcarrière
Zairi's carrière begon op zijn vijftiende bij FC Gueugnon dat toen in de ligue 2 speelde.
In de zomer van 2001 vertrok hij naar FC Sochaux. Hij tekende daar een contract dat hem verbond tot 2008. Onder trainer Dominique Bijotat kwam hij niet veel aan spelen toe. Hij ging toen in gesprek met Olympique Lyon en verschillende teams uit Saoedi-Arabië.
In januari 2006 werd hij verhuurd aan Al-Ittihad, maar hij kwam terug omdat hij niet meer langer wilde blijven in Saoedi-Arabië. Hij speelde een jaar voor Boavista FC. Hij kwam terug naar Frankrijk en ging spelen voor FC Nantes. Hij vertrok daarna naar Asteras Tripoli, waarna Olympiakos hem een tweejarig contract aangebood.

### Olympiakos
Op 25 april 2009 maakte Olympiakos bekend een contract te hebben gesloten met Zairi voor het seizoen 2009-2010 voor 600.000 euro per jaar. Zairi speelde met de club voor het eerst in zijn carrière in de Champions League.

## Internationale carrière
Zairi haalde met Marokko de finale van de Africa Cup in 2004, die werd verloren van Tunesië. Zairi speelde met Marokko op de Olympische Zomerspelen van 2000.